# Моисеев (лунный кратер)
Кратер Моисеев (лат. Moiseev) — крупный молодой ударный кратер в экваториальной области обратной стороны Луны. Название присвоено в честь советского астронома, механика Николая Дмитриевича Моисеева (1902 — 1955) и утверждено Международным астрономическим союзом в 1970 г. Образование кратера относится к эратосфенскому периоду.

## Описание кратера

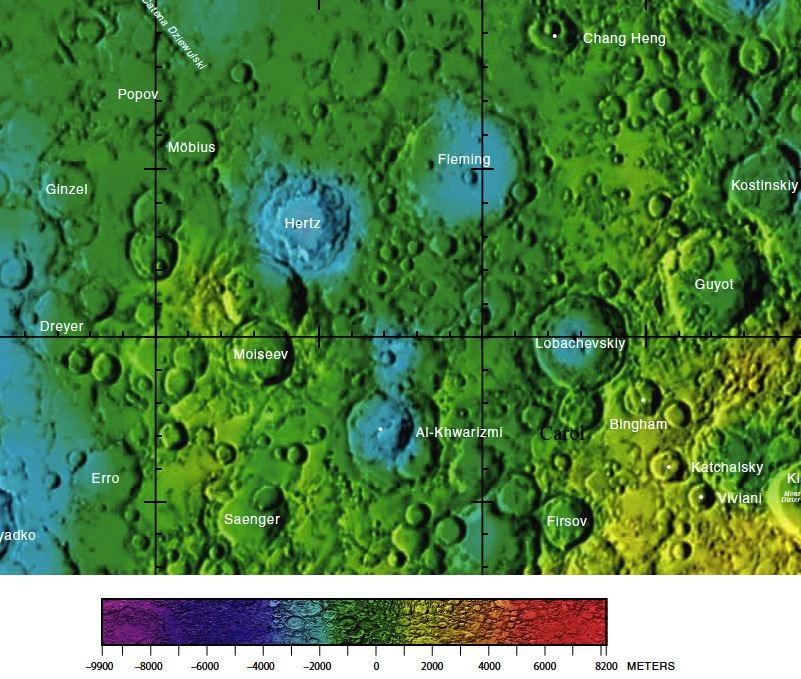
Окрестности кратера Моисеев. Фрагмент карты обратной стороны Луны.

Ближайшими соседями кратера Моисеев являются кратер Дрейер на западе; кратер Герц на севере; кратер Аль-Хорезми на юго-востоке; кратер Зенгер на юге и кратер Эрро на юго-западе. На западе от кратера Моисеев расположено Море Краевое. Селенографические координаты центра кратера 9°26′ с. ш. 103°16′ в. д. / 9,44° с. ш. 103,26° в. д., диаметр 61,6 км, глубина 2,7 км.
Кратер Моисеев имеет полигональную форму и практически не разрушен. Вал с четко очерченной кромкой. Внутренний склон вала значительно шире в западной-юго-западной части по сравнению с остальным периметром, в восточной части внутреннего склона хорошо просматривается террасовидная структура, западная часть склона со следами обрушения. высота вала над окружающей местностью достигает 1200 м, объем кратера составляет приблизительно 2900 км³.  Дно чаши умеренно пересеченное за исключением ровной северо-западной части возможно выровненной лавой. В центре чаши расположено скопление невысоких холмов.

## Сателлитные кратеры
| Моисеев | Координаты                                              | Диаметр, км |
| ------- | ------------------------------------------------------- | ----------- |
| S       | 8°38′ с. ш. 100°41′ в. д. / 8,64° с. ш. 100,68° в. д.   | 28,1        |
| Z       | 11°11′ с. ш. 103°23′ в. д. / 11,19° с. ш. 103,38° в. д. | 74,1        |

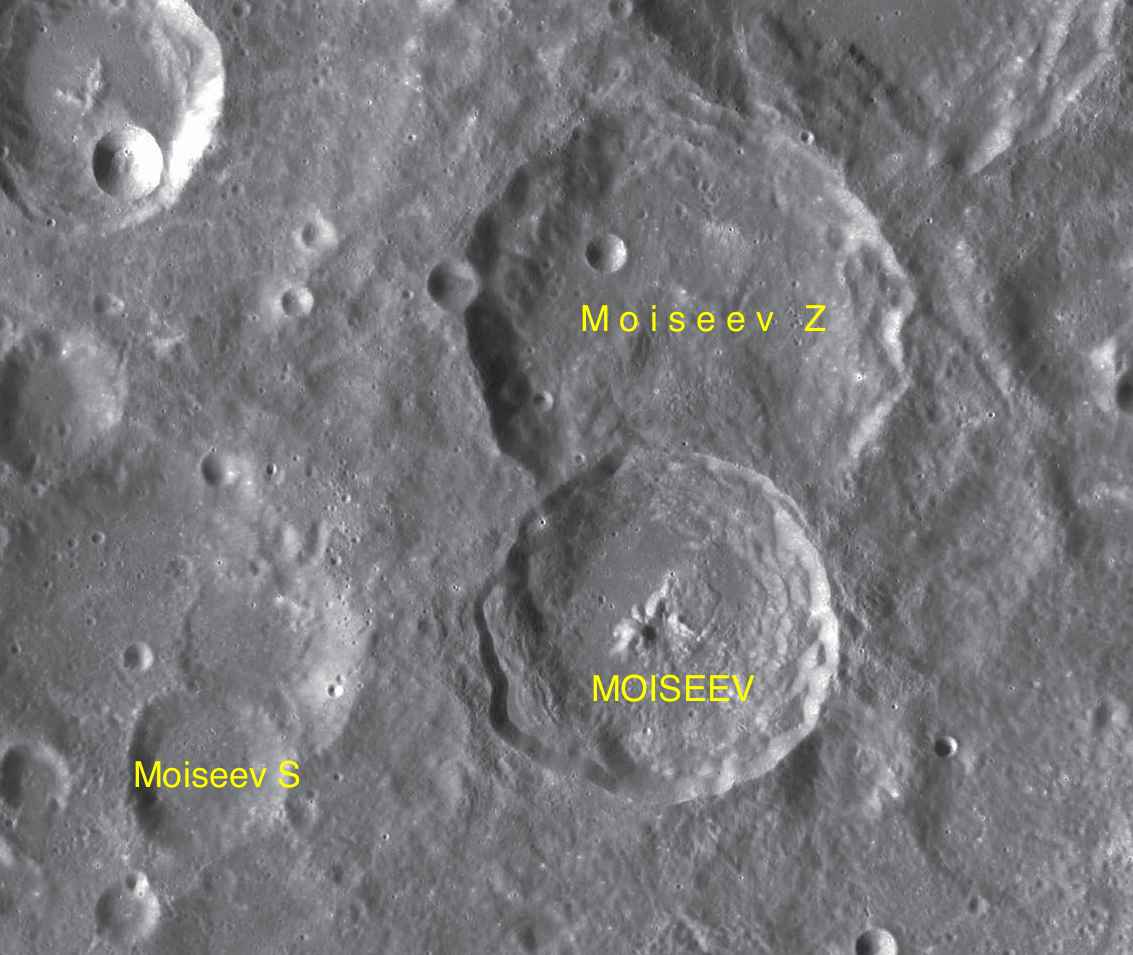
Фрагмент карты LAC-64.

- Образование сателлитного кратера Моисеев Z относится к нектарскому периоду[1].

## См.также
- Список кратеров на Луне
- Лунный кратер
- Морфологический каталог кратеров Луны
- Планетная номенклатура
- Селенография
- Минералогия Луны
- Геология Луны
- Поздняя тяжёлая бомбардировка